# 舊米斯托 (特諾皮爾州)
49°16′53″N 25°6′59″E / 49.28139°N 25.11639°E

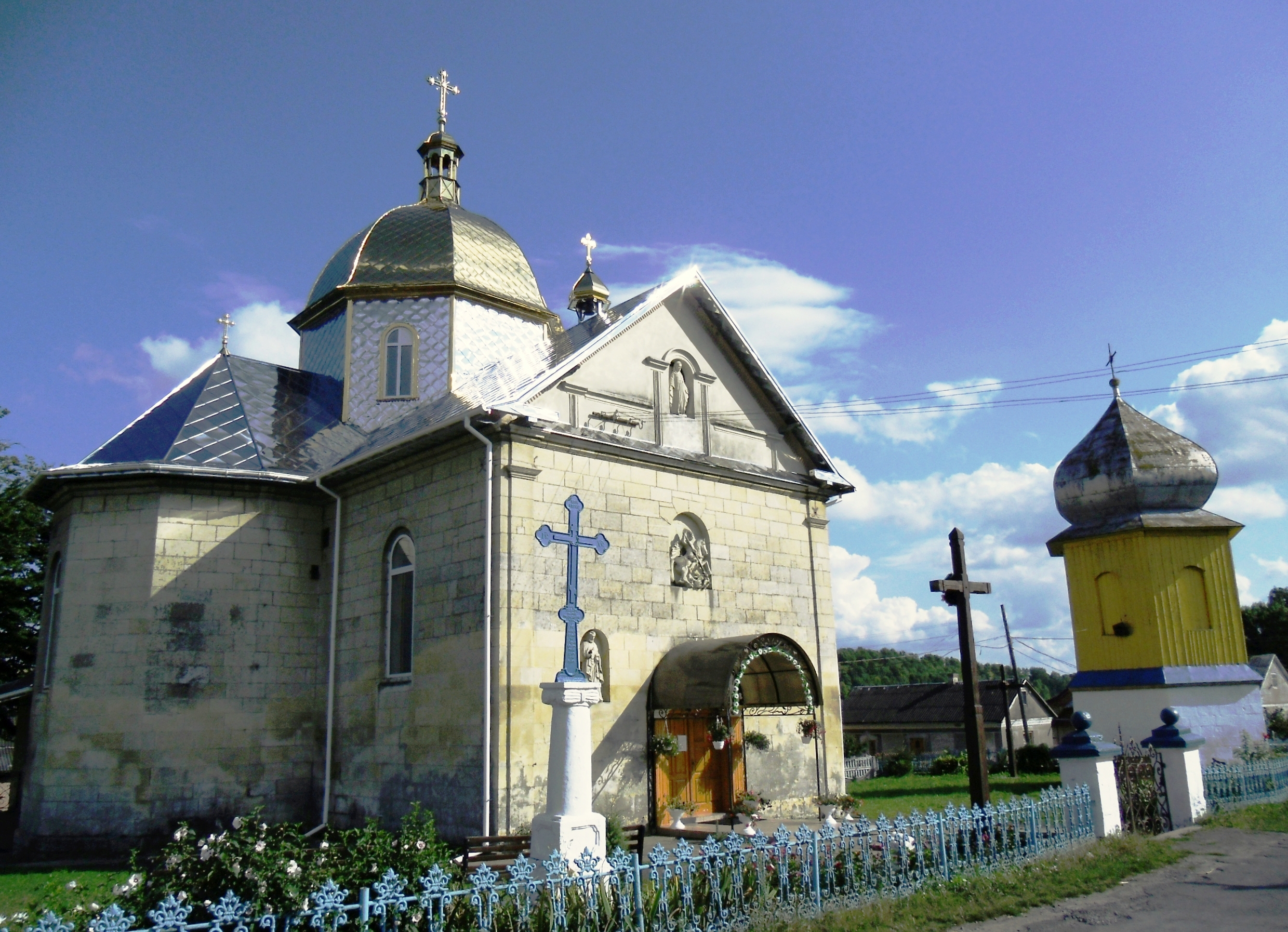

舊米斯托（羅馬化：Stare Misto，直译：「舊城 / 老城」）是烏克蘭的村落，位於該國西部捷爾諾波爾州，由捷尔诺波尔区負責管轄，始建於1547年，面積30平方公里，海拔高度348米，2001年人口1,094，人口密度每平方公里36.5人。